# Логіка

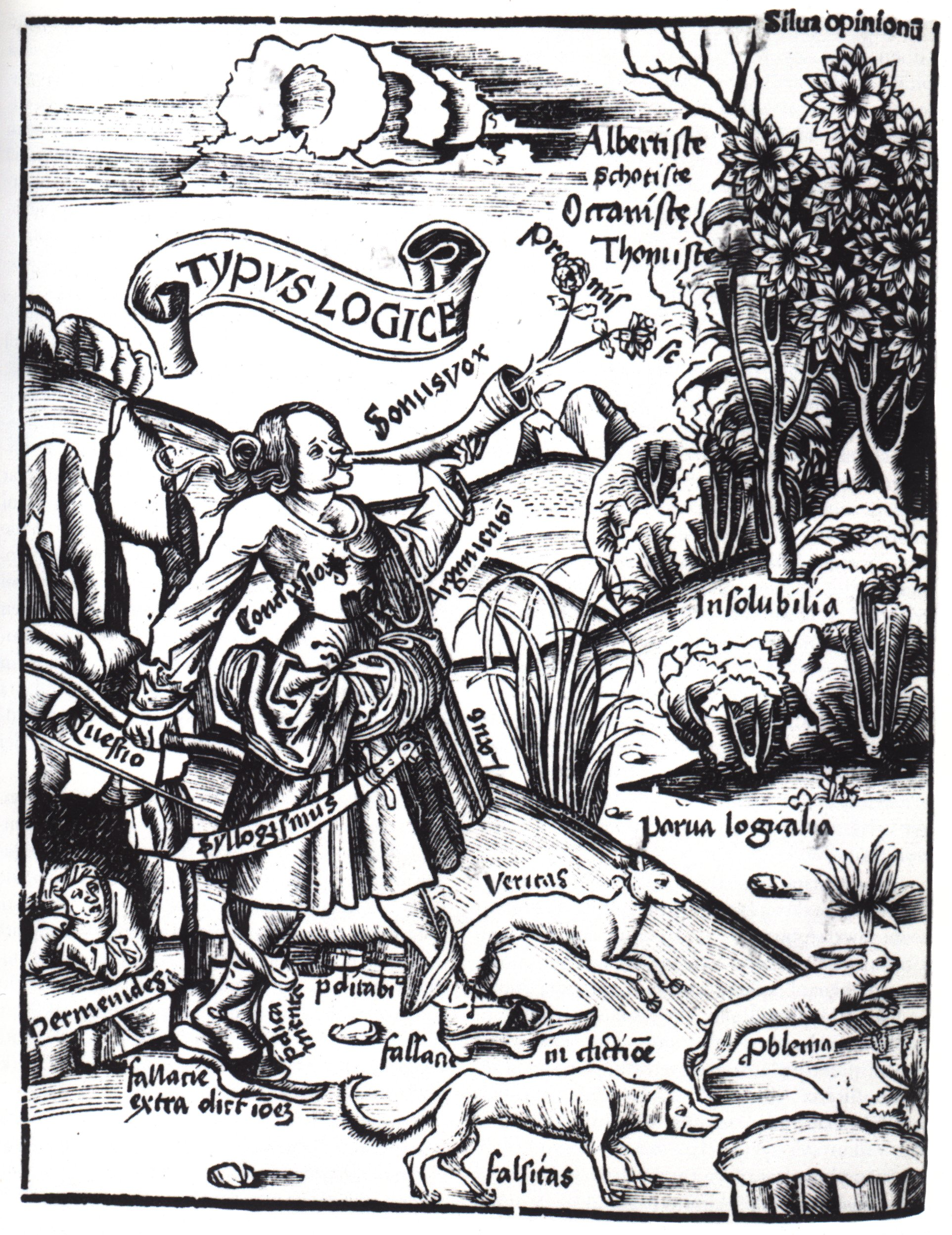
Грегор Райш «Логіка подає свої центральні теми». Margarita Philosophica, 1503/08 (?). Обидва собаки veritas (істина, правда) та falsitas (неправда) переслідують зайця problema (проблема), логіка, озброєна мечем силогізму, поспішає позаду. Ліворуч внизу — Парменід, за допомогою якого логічна аргументація потрапляє до філософії, до печери"

Ло́гіка (від дав.-гр. λογική, також пов'язане з λόγος — слово, значення, думка, мова) — наука про закони та різновиди мислення, способи пізнання й умови істинності знань і суджень, про найпростіші форми, принципи та методи правильного міркування. Логіка є здатністю сприйняття інформації із зовнішнього світу шляхом аналізу деталей навколишнього світу.[джерело?]
У щоденній мові логіка є способом судження, що полягає в отриманні висновку з набору припущень. Формальніше, логіка стосується виведення — процесу, що продукує нові твердження з уже встановлених. Саме тому в логіці особливу увагу приділяють структурам умовиводу — конкретніше, формальним відношенням між вихідними твердженнями й висновками, де «формальний» означає, що ці відносини є незалежними від самих тверджень. Не менш важливим є дослідження істинності умовиводу, охоплюючи різноманітні можливі визначення істинності та передумови, що на практиці уможливлюють її встановлення. Отож очевидною є важлива роль, яку відіграє логіка в епістемології, забезпечуючи її механізмом розширення знання.
Побічним продуктом логіки є рецепти мислення – опис того, як люди та інші розумні істоти/машини/системи мусять мислити. При цьому такі рецепти не є суттєвими для предмета самої логіки, але є радше одним із її практичних застосувань. Ба більше, їх не треба розглядати як опис того, як люди насправді мислять, що є предметом дослідження інших дисциплін, зокрема коґнітивної психології.
Традиційно логіку вивчають як галузь філософії. Із середини дев’ятнадцятого століття логіка стає предметом дослідження математики, а останнім часом і інформатики. Як наука, логіка досліджує та класифікує структури тверджень і аргументів, розробляє схеми їхньої кодифікації. Отже, предмет дослідження логіки може бути дуже широким, охоплюючи судження про ймовірність і причинність. Логіка досліджує також структури логічних хиб і парадокси. Стародавні греки поділяли діалектику на логіку й риторику. Риторика має справу з переконувальною аргументацією, яку можна певною мірою розглядати як протиставлення логіці.

## Історія логіки
Історія логіки налічує приблизно 2,5 тис. років. Вирізняють два етапи логіки:
1. традиційний етап (IV ст. до н. е.– друга пол. XIX ст.);
2. сучасний етап. (друга пол. XIX – до сьогодні).

Традиційна й сучасна логіка суттєво відрізняються одна від одної. Однак вони не заперечують одна одну. Друга продовжує першу.
Уперше логіка виникає як наука за часів Античності (IV – III ст. до н.е), а саме поняття використовували як філософське, що його ввів був Геракліт приблизно 544 – 483 рр. до н. е. Логосом позначали вічну й усезагальну неминучість, певну стійку закономірність.
Традиційна логіка мала дві великі доби свого піднесення — Античність і Середьовіччя. По цих добах логіка практично не розвивалася, хоча користувалася певною повагою за минулі здобутки. Її слід було обов'язково вивчати в середні віки як один зі складників тривіуму — логіка, риторика, граматика. А надалі логіка була одним із основних предметів у всіх західноєвропейських університетах. Логіку вважали мертвою наукою, яка вже дала все, що могла. Іммануїл Кант стверджував, що логіка була завершеною наукою від самого початку, не зробивши жодного кроку вперед від часів Аристотеля.

### Традиційна логіка

#### Античність
Цієї доби логіка розвивалася не надто активно. Цьому часу притаманні спади й різкі зацікавлення до логіки. Засновником традиційної логіки вважають Аристотеля (Стагиріта). Часто традиційну логіку називають Аристотелевою логікою. Саме за його часу логіка досягла найвищого розквіту. Його заслуга полягає в тім, що він узагальнив і систематизував дослідження з логіки його попередників (мілетська школа, софісти, Демокрит, Сократ тощо), адже минулі дослідження були вкрай несистематичними, що їх сприймали тільки в контексті філософії, риторики, граматики, а також створив першу теорію висновку (силогізм) і визначив головні форми й закони мислення. Аристотель присвятив значну кількість своїх філософських творів працям із логіки. А Андронік Родоський, Стагирітів послідовник, об'єднав їх у трактаті «Органон», назву якого можна перекласти як «знаряддя, засіб, інструмент».

###### Стоїки
Значний внесок у розвиток логіки зробила мегаро-стоїчна школа. Її представники: Зенон, Хризіпп, Діодор, Стільпон, Евбулід, Філон. Хризіпп фактично розробив стоїчну концепцію логіки.
Стоїки вивчали логічні відношення між висловлюваннями і цим заклали підвалини одного з розділів сучасної логіки — логіки висловлювань. Стоїки сформулювали визначення матеріальної імплікації, кон'юнкції, диз'юнкції, еквіваленції, заперечення.

#### Логіка Середньовіччя
Середньовіччя – це друга доба звеличення логіки. Вона тривала з середини XII ст. по середину XIV ст. Одним із головних учень логіки Середньовіччя є вчення про суппозиції.
Петро Іспанський – значна постать в історії логіки. Його праця «Суммули» була основним підручником із логіки в середні віки. Михайло Пселл — відомий логік, візантійський письменник, філософ, державний діяч. Він увів у логіку схему під назвою «логічний квадрат», назвав модуси простого категоричного міркування (силогізму) й позначив категоричні судження.
І хоча логіку поважали, вона була в стані сплячки — її використовували для структурування церковних догматів і для дискусій на релігійну тему. Панівною була схоластична логіка.

#### Відродження й Новий час
Ця доба важлива насамперед великою кількістю нових видань. 1662 року в Парижі П'єр Ніколь та Антуан Арно видають друком підручника «Логіка Пор-Рояля». 1620 року Френсіс Бекон пише «Новий Органон».
Френсіс Бекон був перший, хто виступив проти схоластичної логіки, стверджуючи, що логіка мусить бути живою наукою, давати нові відкриття. Тому, бажаючи показати своє новаторство й відмінність від Аристотеля, логіка якого не здійснила цього, він показово називає свою працю «Новий Органон». Бекон проголосив боротьбу проти ідолів або привидів — тих труднощів, які виникають упродовж пізнання. Він виділив 4 найхарактерніші ідоли:
1. «ідоли роду» — створені внаслідок спроб наділити явища природи людськими якостями. Людина часто тлумачить неживий світ за аналогією із собою (сумне небо, ласкаве сонце тощо). Цей ідол є наймогутніший, бо його вплетено в життя кожної людини;
2. «ідоли печери» — помилкові відображення дійсності, що виникають унаслідок надмірної схильності людини до старих істин або нових відкриттів;
3. «ідоли ринку» — труднощі пізнання, які виникають унаслідок некритичного, поверхневого ставлення до функцій, значення, природи слова;
4. «ідоли театру» — хибні твердження, що їх обґрунтовують посилання на авторитет.

Справжнім методом пізнання, за Беконом, є індукція.

### Сучасна логіка
Сучасна логіка сформувалась наприкінці XIX — на початку XX ст. Її засновником уважають Ґотфріда Лейбніца, який жив у XVII ст. Але його ідеї значно випереджали його час, тож їх не сприйняли сучасники. І лише в XX ст. з розвитком логічних знань його ідей почали розвивати в працях інші науковці.
Цього часу інтереси логіків значно ширшають. Вони починають звертатися до таких видів міркувань, яким раніше було відмовлено в змозі логічного аналізу. Починають досліджувати практичні міркування, що мусять пояснити дії людини.
Сучасну логіку ділено на класичну й некласичну логіку.

##### Класична логіка
Класична логіка повністю орієнтується на аналіз математичних міркувань. Її призначено розв'язати проблему основ математичного знання. Було перенесено в логіку методи, що їх застосовують у математиці. Створено такі розділи логіки, як логіка висловлювань і логіка предикатів.
Представники: Джордж Буль, Огастес де Морган, Чарльз Пірс, Готліб Фреге, Давід Гільберт та ін.
Першою великою працею є «Принципи математики» Б.Рассела та Альфреда Норта Вайтхеда.

#### Некласична логіка
Основна стаття: Некласична логіка
Некласична логіка виникає з критики класичної логіки. Важко визначити некласичну логіку, бо вона розглядає різні типи міркувань. Мета некласичної логіки – описати ті види міркувань, яких не розглядає класична логіка. Їснує дуже багато розділів некласичної логіки і їхня кількість більшає. Деякі розділи некласичної логіки:
- алетична логіка;
- логіка часу (темпоральна логіка);
- епістемічна логіка;
- логіка норм (деонтична логіка);
- логіка оцінок (аксіологічна логіка);
- логіка дії тощо.

### Логіка Індії
Розвиток логіки в Індії поділяють на три етапи:
1. рання буддійська логіка (VI – V ст. до н. е. – II ст. н.е);
2. діяльність логічних шкіл ньяя й вайшешика (III ст. н. е. – V ст. н. е.);
3. розквіт буддійської логіки (VI ст. н. е. – VIII ст. н. е.).

Індійська логіка виникла незалежно й відрізняється від логіки Давньої Греції тим, що наявні в силогізмі не 10, а 5 членів, дедукція та індукція є одним цілим, судження є частиною висновку, основою сприйняття є набутий досвід і що відрізняє мову мисленнєву й словесну.
Філософська школа ньяя займалася методологією пізнання. У цій даршані вважали, що звільнитися від страждань можна, досягнувши абсолютного знання, а логіка дозволяє повніше поглянути й зрозуміти світ і себе, дозволяє отримати правдиву інформацію. Ньяя не використовувала символів, а замінювала їх складними кліше. Деякі дослідники вважають, що пізня ньяя перевершила Аристотелеве вчення.
Буддійська філософія була опонентом ньяї. Засновником буддійської логіки був Дігнаг, автор «Про джерела пізнання». Він увів логіку до рангу науки.

### Логіка Китаю
Логіка в Стародавньому Китаї зародилася в Золотий вік китайської філософії. Цей час відрізнявся великою кількістю філософських шкіл («суперництво ста шкіл») і появою філософських дискусій. На розвиток логіки вплинули діяльність шкіл номіналістів (мінцзя, або школа імен), легістів (фацзя, або школа закону), конфуціанство (жуцзя) й моїзм (моцзя). Але тільки остання об'єднала несистематичні й розкидані по різних школах знання в однім акті. Саме моїсти створили перший у Китаї трактат із логіки — «Мобянь».
Засновником китайської логіки вважають Мо-цзи, який був суперником Конфуція, який теж розвивав ідеї логіки. Його філософська школа моїзму займалася витоками правильного висновку й правилами його отримування. Основним методом аргументації було міркування за аналогією. Моїсти багато уваги приділяли семантиці. Вони розробили методи класифікації імен за ступенем їхньої загальності, аналізуючи семантику мови. Було створено два методи моїзму: «метод трьох правил» і «метод трьох фа».
Логіка Китаю хоч і виникла раніше за логіку Давньої Греції, усе ж досить не розвинулася і, будучи не структурованою, залишилася в зародковому стані, її використовували винятково з прикладною метою.

## Царина застосовуваності логіки
Упродовж розвитку, у логіку було впроваджено низку розмежувань, що допомагають формалізувати різні форми логіки як науки. Приклади таких розмежувань наведено нижче.

### Дедукція та індукція
Первісно логіка складалася лише з дедукції, що досліджує універсальні правила умовиводу із заданих тверджень. Одначе важливо зауважити, що коли-не-коли до курсу логіки заносять також індукцію — науку про виведення достовірних узагальнень зі спостережень. Відповідно важливо розрізнювати дедуктивну та індуктивну істинність. Умовивід є дедуктивно істинним тоді й лише тоді, якщо неможлива ситуація, коли всі припущення істинні, а сам умовивід – ні. Поняття дедуктивної істинності можна гостро сформулювати для систем формальної логіки, побудованих із використанням ґрунтовно дослідженої термінології семантики. З іншого боку, індуктивна істинність вимагає спершу визначити достовірне узагальнення деякої множини спостережень. Існують різні підходи до цієї задачі, більш або менш формальні; деякі з них використовують математичні ймовірнісні моделі. Надалі мова йтиме головним чином про дедуктивну логіку.

### Формальна й неформальна логіка
Вивчення логіки поділяють також на формальну й неформальну логіку.
Формальна логіка (подекуди використовують термін «символьна логіка») зосереджує зусилля на дослідженні природи логічного виведення та його істинності, використовуючи формальні системи, що складаються із формальної мови, набору правил виведення й деколи набору аксіом. Формальна мова складається з множини дискретних символів, синтаксису, часто семантики й виразів цією мовою, що їх інколи називають «формулами». Правил виведення й потенційно аксіом надалі використовують, щоб отримати набір теорем – формул, отриманих із використанням правил виведення. У разі формальних логічних систем теореми часто тлумачать як вирази з логічних істин — тавтологій, тому можна стверджувати, що такі системи хоч би частково схоплюють логічну істину. Формальна логіка охоплює різноманітні логічні системи. Наприклад, пропозиційна логіка, предикатна логіка, темпоральна логіка, модальна логіка тощо. Логіка вищих порядків – це логічні системи, в основі яких лежить ієрархія типів.
Неформальна логіка вивчає логіку, яку використовують при арґументації в природній мові. Вона є набагато складнішою, адже семантика природної мови є суттєво складнішою, аніж семантика формальних мов, через наявність такого явища як заперечуваність тверджень.

## Парадигми логіки
Протягом усієї історії розрізнення правильної та неправильної арґументації було предметом підвищеного інтересу, і логіку вивчали в загалом незмінній формі. Логіка Арістотеля зосереджується головним чином на навчанні правильно арґументувати, а її викладання ще й сьогодні має це головною метою. Математична логіка та аналітична філософія розглядають логіку як окремий об'єкт дослідження, що має наукову цінність сам по собі, і вивчають її на абстрактішному рівні. Розгляд різних типів логіки має за мету пояснити, що логіка не розвивається у вакуумі. Хоч існує внутрішня мотивація для розвитку самої логіки, дисципліна розвивається найуспішніше, коли є зрозумілою причина нашої зацікавленості в ній.

### Аристотелева логіка
Органон був основним твором Аристотеля з логіки, при цьому Початки Аналітики (лат. Analytica Priora) були першою працею з формальної логіки, де також було введено поняття силогізму.

### Діалектична логіка
Мотивація, що спонукала до вивчення логіки в давні часи, полягала у бажанні навчитись розрізняти хороші та погані аргументи, що, як вважалось, дає змогу краще сперечатись, переконувати та бути ліпшим промовцем, а можливо, також, кращою людиною. Ця мотивація досі діє, хоча вона сьогодні не розглядається як головна. Діалектична логіка є ядром курсу критичного судження, обов'язкового курсу в багатьох університетах, особливо тих, що наслідують американську модель.

### Математична логіка
Математична логіка насправді складається із двох окремих частин: по-перше, застосуванням методів формальної логіки у математиці та математичному судженні, та, по-друге, застосуванням методів математики для представлення та аналізу формальної логіки.
Найамбітнішою спробою використання логіки у математиці був логіцизм, запропонований та розвинутий в працях філософів-логіків, таких як Готлоб Фреге та Бертран Рассел: його основною ідеєю був погляд що математичні теорії є логічними тавтологіями. Програмою цього напрямку було зведення математики до логіки. Зусилля в цьому напрямку виявились невдалими: спершу невдача Фреґе коли було запропоновано парадокс Рассела, потім невдача Програми Гільберта спричинена відкриттям теореми Геделя про неповноту.
Як твердження Програми Гільберта, так і доказ її некоректності Геделем стали можливими завдяки їхнім працям що заклали основи другого напрямку математичної логіки, застосування математики у логіці у формі теорії доведення. Незважаючи на негативний характер теореми Геделя про неповноту, вона є свідченням того, наскільки близько до мети були логіцисти: кожна строго визначена математична теорія може бути коректно описана логічною теорією першого порядку, а числення доказів Фреґе є достатнім, щоб описати всю математику, хоча не є їй еквівалентним.
Окрім теорії доведення та теорії моделей, теорія множин була джерелом багатьох важливих проблем в математичній логіці, від аксіоми вибору до аксіом великих кардинальних чисел.
Четверта важлива складова частина математичної логіки, теорія рекурсії описує ідею обчислень у термінах логіки та математики. Найважливішими досягненнями тут є нерозв'язність Entscheidungsproblem доведена Аланом Тюрінгом, та формулювання гіпотези Тюрінга. Сьогодні найважливішими проблемами що досліджуються в теорії рекурсії є класи складності — в якому випадку проблема має ефективний розв'язок — та класифікація ступенів нерозв'язності.

### Філософська логіка
Філософська логіка займається формалізацією природної мови, та є продовженням традиційної дисципліни що називалась «Логіка» до винаходу Математичної логіки. Надзвичайно важливою проблемою у філософській логіці є відношення між природною мовою та логікою. Як наслідок, вченим що займаються цим напрямком ми завдячуємо значним внеском у розвиток нестандартних підходів та ідей логіки.

### Логіка Об'єднання
Логіка Об'єднання є складовою частиною ширшої системи, відомої як Філософія Об'єднання. Її основна мета — пояснити фундаментальні принципи, що лежать в основі існування та взаємодії всіх речей у всесвіті. Ця логіка прагне об'єднати духовний та матеріальний аспекти реальності, розглядаючи їх як невід'ємні частини єдиного цілого. В її основі лежить універсальний закон «дії віддавання та приймання», згідно з яким гармонійна взаємодія між суб'єктом та об'єктом, зосереджена на спільній меті, є рушійною силою розвитку.
Особливість Логіки Об'єднання полягає в її глибокому зв'язку з онтологією та теологією, що відрізняє її від суто формальних логічних систем. Вона була розроблена, зокрема, як світоглядна відповідь і альтернатива діалектичному матеріалізму. Ця парадигма стверджує, що закони мислення не є абстрактними, а відображають дуальну природу самої реальності — як на рівні людини (єдність душі й тіла), так і на рівні першопричини (єдність внутрішньої природи та зовнішньої форми). Таким чином, логічні процеси розглядаються як прояв універсальних принципів творення та взаємозв'язку.

### Тризначна логіка
Логічна теорія, у якій речення набуває трьох значень: «істина», «хиба» й «невизначеність» або «беззмістовність».

### Логіка йобчислення
Логіку широко застосовують, досліджуючи штучний інтелект та інформатику, у той самий час ці галузі є джерелом важливих проблем формальної логіки. У 50-х і 60-х роках дослідники прогнозували появу розумних машин, щойно стане можливим описувати людські знання з використанням логіки й математичної нотації. Це завдання насправді виявилося набагато складнішим, ніж гадалося. Наслідком цих зусиль стало логічне програмування, і такі мови програмування як Prolog, що використовують набір аксіом і правил для відповіді на запити.
У символьній і математичній логіці можливо використовувати комп'ютери. Автоматизовані системи доведення теорем використовують для пошуку й перевірки доказів теорем, а також для операцій із формулами занадто довгими для запису вручну. В інформатиці булеву алгебру використовують, проєктуючи логічні схеми й програми.

## Питання, навколо яких у логіці не вгасають суперечки

### Бівалентність і закон виключення третього
Усі логіки-науки, що їх тут попередньо згадано, є «бівалентними» або «двозначними», тобто вони приписують кожному твердженню, що його розглядають, одне із двох значень: «істина» або «хибність». Системи, що не завжди дотримуються цього правила, відомі як некласичні або неарістотелівські логіки. На початку 20-го століття Ян Лукашевич зі Львівсько-Варшавської логічної школи запропонував розширити традиційну логіку, додавши до неї третє значення «можливо», винайшовши в такий спосіб тризначну логіку, першу із багатозначних логік.
Інтуїціонистську логіку запропонував Л. Брауер як коректну логіку для суджень про математику, що ґрунтується на відкиданні закону виключення третього. Інтуїціонистська логіка є дуже цікавою для спеціалістів з інформатики, бо є конструктивною логікою, а отже, логікою для комп'ютерів. Також було розроблено нечітку логіку, яка передбачає нескінченну кількість «ступенів істинності», описаних дійсними числами від 0 до 1.